# Dalriada (groupe)
Pour les articles homonymes, voir Dalriada.
Dalriada est un groupe hongrois de folk metal, originaire de Sopron. Le groupe est initialement formé en 1998 sous le nom d'Echo of Dalriada, puis abrégé Dalriada à la fin de 2006.

## Biographie
Dal Riada était un royaume gaélique situé sur la partie ouest de l'Écosse, dont une partie s'étendait sur les côtes du nord de l’Irlande. Les titres de la quasi-totalité des albums de Dalriada sont issus d'anciens mots hongrois désignant les différents mois de l'année : Fergeteg est le mot correspondant au mois de janvier, Jégbontó à celui de février, Kikelet à mars, Szelek à avril, Ígéret à mai, Napisten à juin, Áldás à juillet, Új Kenyér à août, Őszelő à septembre, Magvető à octobre, Enyészet à novembre et Álom à décembre. Arany-Album est une exception, son titre est tiré du nom du poète hongrois János Arany dont les œuvres du XIXe siècle ont inspiré les différentes chansons de l'album.
Le groupe est initialement formé en 1998 sous le nom d'Echo of Dalriada, puis abrégé Dalriada à la fin de 2006. Leur troisième album, Kikelet, et ses successeurs atteindront les classements Mahasz. L'album Arany-album remporte en 2009 les HangSúly Hungarian Metal Awards sur 70 candidats. En 2012, le groupe tourne en Europe avec Arkona et Darkest Era.
Dalriada publiera son nouvel album, Áldás, le 4 septembre 2015 sur le label Nail Records. L'album est publié en édition limitée comprenant un deuxième CD, Mesék, álmok, regék, une compilation publiée en août 2015. En février 2016 parait un nouveau clip de leur chanson-titre Áldás. Cette même année, le groupe publie l'album acoustique Forrás.

## Membres

### Membres actuels
- Laura Binder – chant féminin (depuis 1998)
- András Ficzek – chant masculin (depuis 1998), guitare (depuis 2000)
- Mátyás Németh-Szabó – guitare (depuis 2006)
- István Molnár – basse (depuis 2008)
- Barnabás Ungár – claviers, chœurs, chant grunt (depuis 2009)
- Tadeusz Rieckmann – batterie, grunt, chœurs (depuis 2001)

### Anciens membres
- Péter Hende – guitare (1998–2001 ; décédé)
- Marcell Fispán – guitare (1998–2005)
- György Varga – basse, chant grunt (2002–2008)
- Gergely Nagy – claviers (2003–2006)
- András Kurz – claviers (2006–2009)

### Membres de session
- Attila Fajkusz – violon, tambourin, chœurs (2007–2009)
- Ernő Szőke – contrebasse (depuis 2009)
- Gergely Szőke – violon alto, luth, guitare acoustique (depuis 2009)
- Ádám Csete – cornemuse, flûte, chœurs (depuis 2012)

## Discographie
| Année | Album               | Édition           | Label                       | Top 40 hongrois |
| ----- | ------------------- | ----------------- | --------------------------- | --------------- |
| 2003  | A walesi bárdok     | Démo              | Auto-édité                  | —               |
| 2004  | Fergeteg            | Album studio      | Hammer Music / Nail Records | —               |
| 2006  | Jégbontó            | Album studio      | Hammer Music / Nail Records | —               |
| 2007  | Kikelet             | Album studio      | Hammer Music / Nail Records | 4               |
| 2008  | Szelek              | Album studio      | Hammer Music / Nail Records | 2               |
| 2009  | Arany-album         | Album studio      | Hammer Music / Nail Records | 4               |
| 2011  | Ígéret              | Album studio      | AFM Records                 | 6               |
| 2012  | Napisten hava       | Album studio      | Nail Records                | —               |
| 2015  | Mesék, Álmok, Regék | Album compilation | Nail Records                | —               |
| 2015  | Áldás               | Album studio      | Nail Records                | —               |
| 2016  | Forrás              | Album acoustique  | Nail Records                | —               |